# Vilém Amort

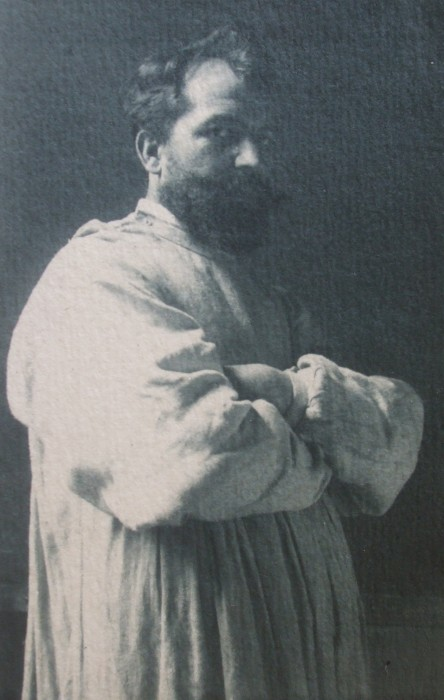
Vilém Amort (unbekannter Fotograf)

Vilém Amort (geboren 7. Oktober 1864 in Kunratice, Kaisertum Österreich; gestorben 5. September 1913 in Smíchov. Österreich-Ungarn) war ein böhmischer Bildhauer.

## Leben
Vilém Amort machte eine Stuckateurausbildung im Betrieb seines Onkels Alois Amort in Olmütz, wo auch seine Cousins Václav Amort und Vlastimil Amort in die Lehre gingen. Alle drei wurden bedeutende Stuckateure in Böhmen.
Amort arbeitete in Prag bei verschiedenen Modellierfirmen und lernte zwei Jahre beim Bildhauer Bohuslav Schnirch. Er fertigte in Prag den ornamentalen Fassadenschmuck an den Neubauten der Stadtsparkasse, der Landesbank und am Städtischen Museum und Plastiken für die Prager Moldaubrücke Čechův most. Amort arbeitete auch in den Provinzstädten. 1892 erhielt er einen ersten Preis für den Entwurf eines Jan-Hus-Denkmals in Prag.
Amort fertigte Marmorbüsten tschechischer Bürger an, so von Kardinal František Schönborn, von den Dichtern Jaroslav Vrchlický und Svatopluk Čech und vom Politiker František Ladislav Rieger.
Amort wurde Mitglied in den Künstlervereinigungen Umělecká beseda und Jednota umělců výtvarných.
Amort ist auf den Olšany-Friedhöfen beerdigt.

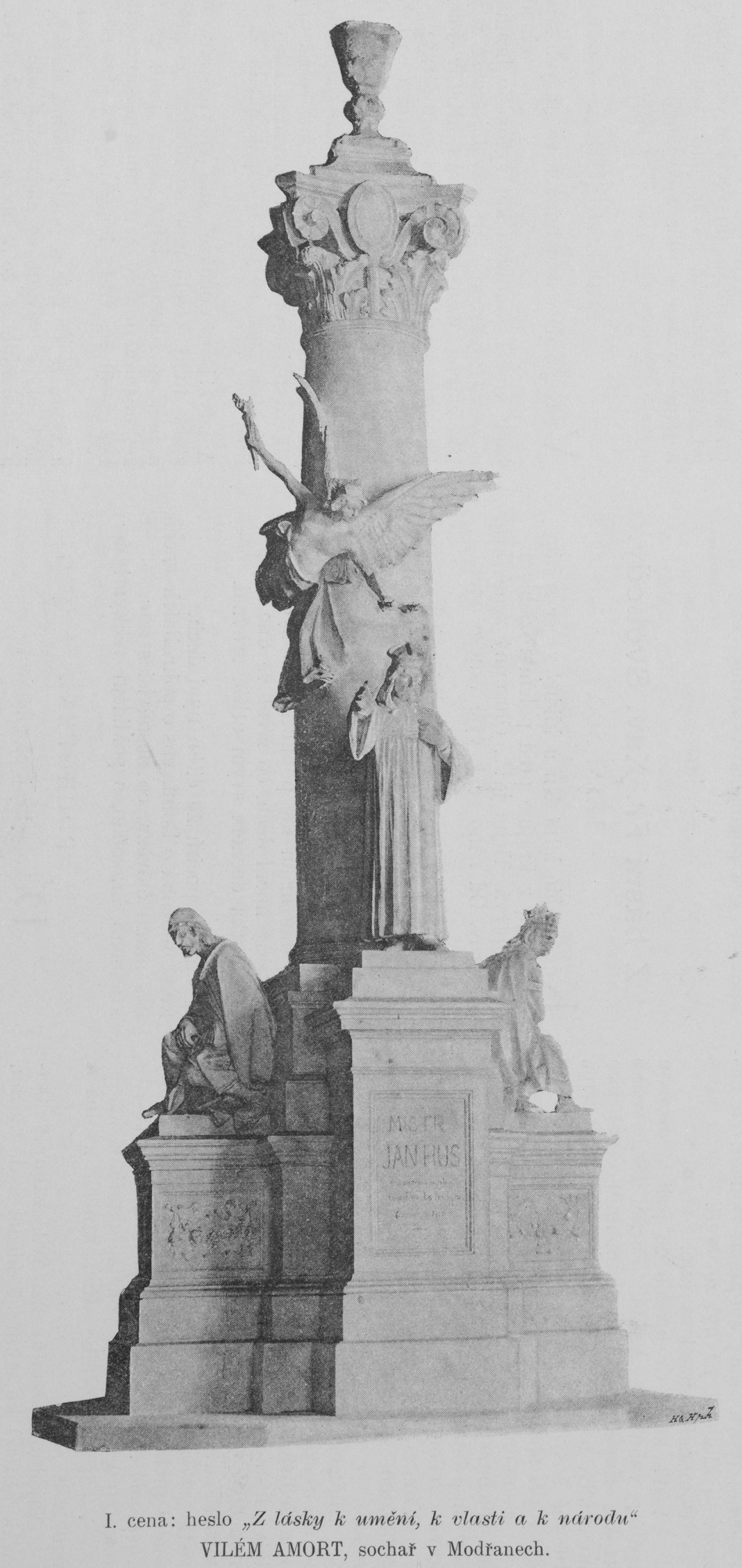
Entwurf für das Hus-Denkmal, 1892
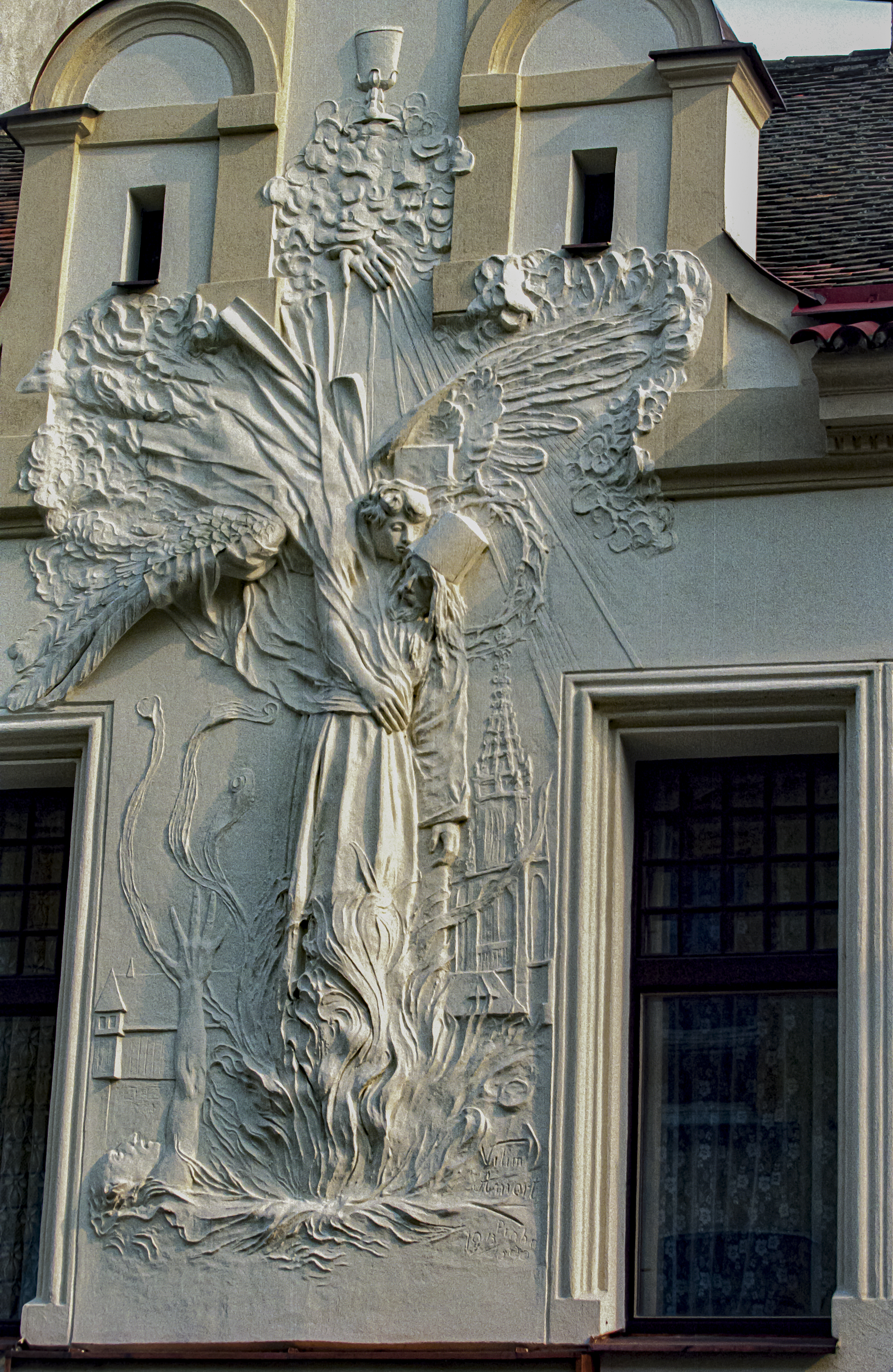
Relief Jan Hus, Pardubice, 1900
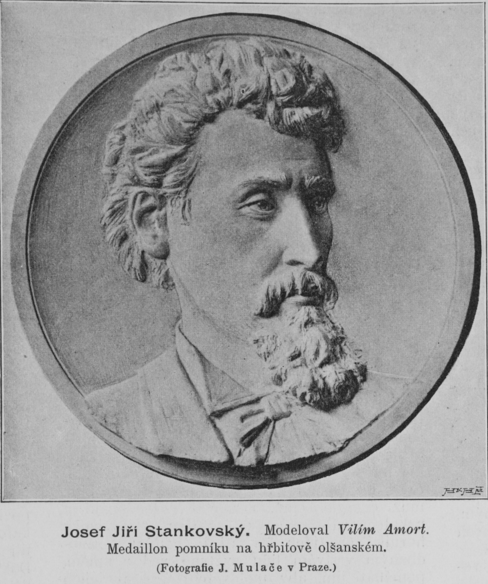
Grabmal von Josef Jiří Stankovský (Detail), 1897
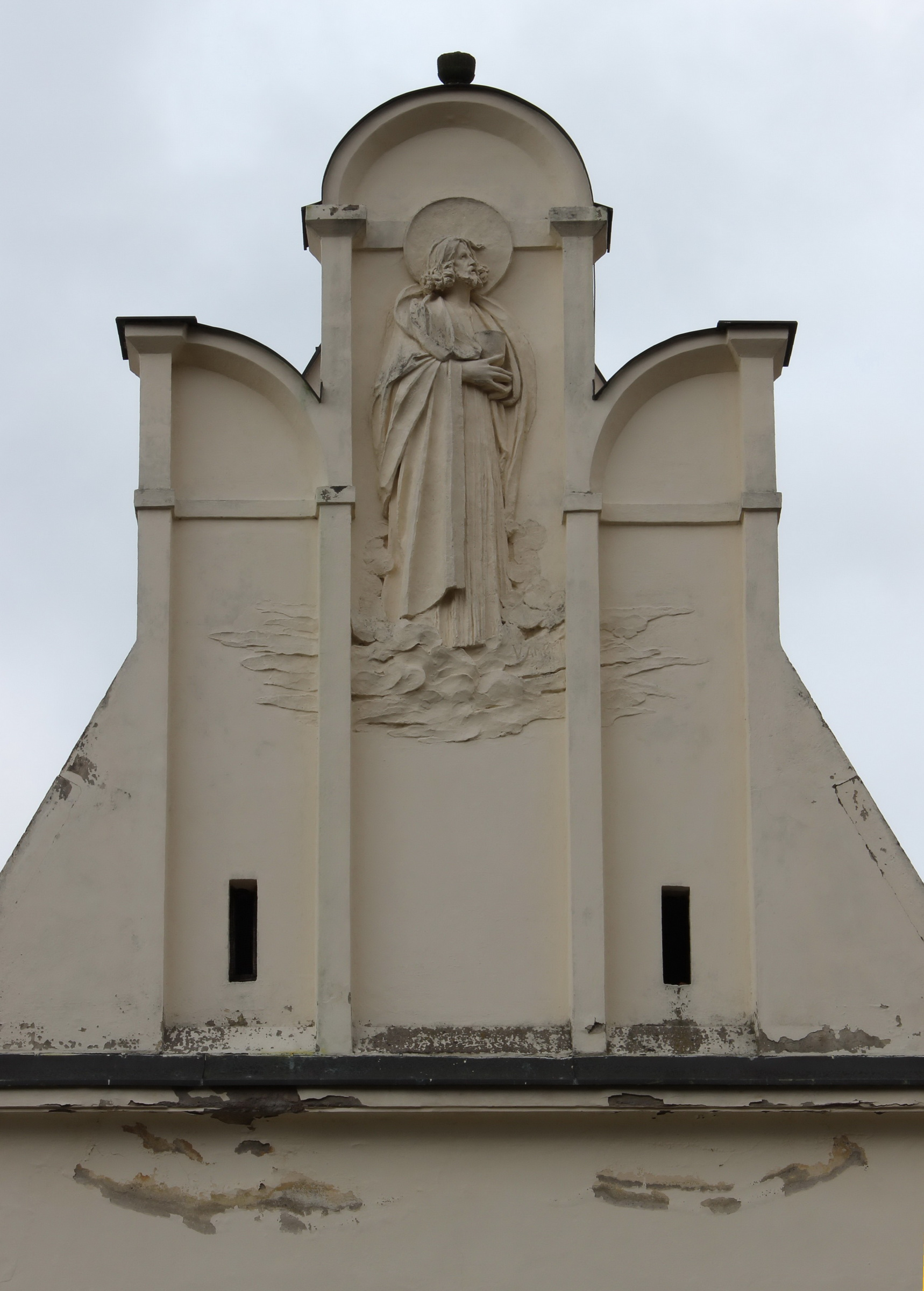
Reliéf Ježíše Krista, Pardubice, 1905
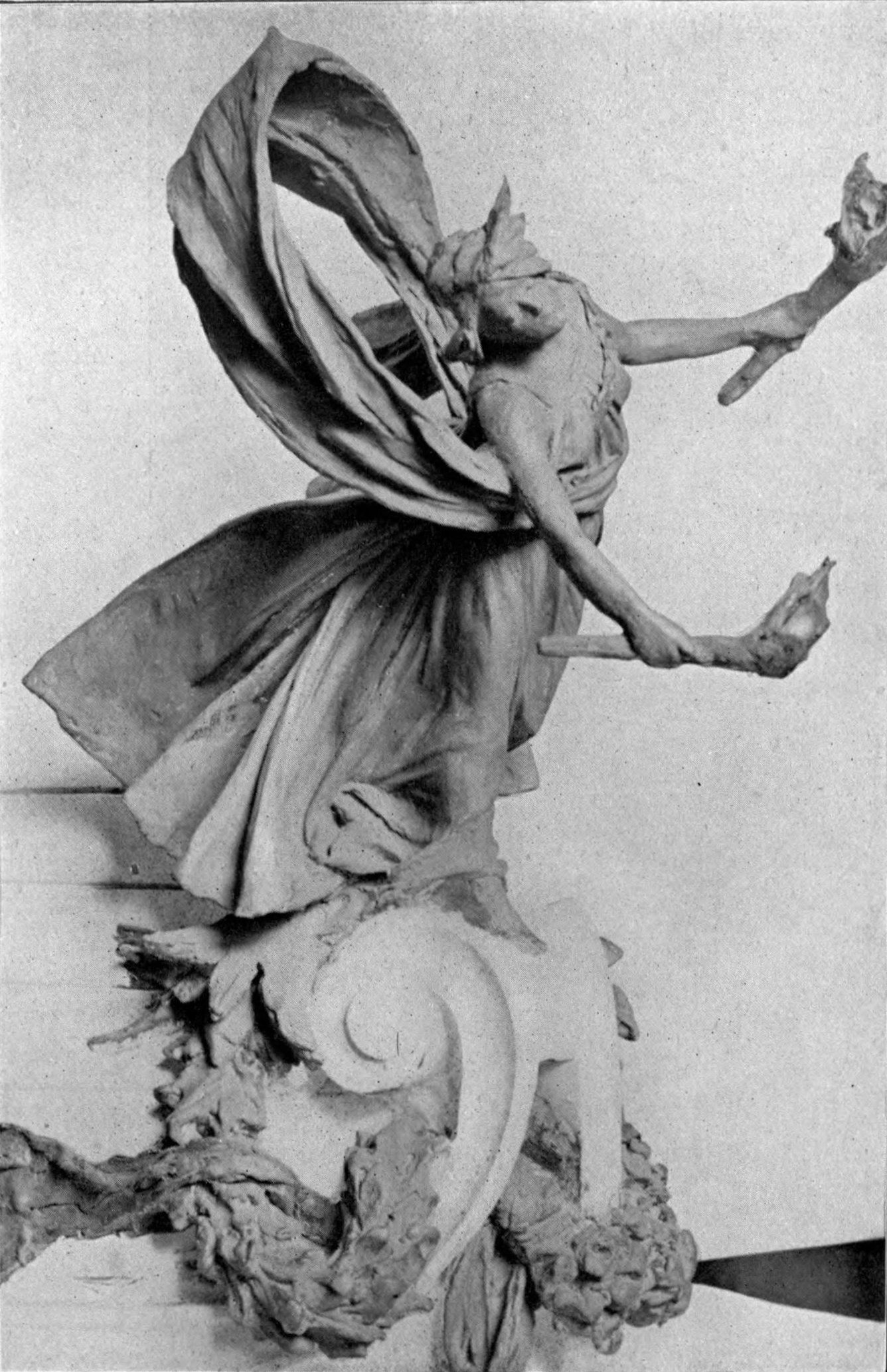
Lumiere auf der Čechův most, 1908